# Salangane de Salomonsen
Aerodramus nuditarsus
Espèce
Synonymes
- Collocalia nuditarsus Salomonsen, 1962
(protonyme)

Statut de conservation UICN

 LC  : Préoccupation mineure
La Salangane de Salomonsen (Aerodramus nuditarsus) est une espèce d'oiseaux de la famille des Apodidae.

## Nomenclature
Son nom rend hommage à l'ornithologue danois Finn Salomonsen (1909-1983).

## Répartition
Cet oiseau vit en Nouvelle-Guinée.